# Жаклін Вілсон
Пані Джаклін Вілсон (англ. Jacqueline Wilson) (Жаклін; нар. 17 грудня 1945) — англійська письменниця, найбільш відома своїм суттєвим внеском у дитячу літературу. Її романи для дітей і підлітків зазвичай торкаються таких складних тем як життя у прийомній родині, розлучення, насильство, психічні розлади у близьких. У 2014 році висувалася як кандидат від Великої Британії на Премію імені Ганса Крістіана Андерсена, однак не здобула її. Станом на 2020 рік Вілсон написала понад 100 книжок. 
Вілсон є авторкою багатьох книжкових серій, найбільш відомою з-поміж яких є серія про Трейсі Бікер, що розпочалася у 1991 році книжкою «Історія Трейсі Бікер» (The Story of Tracy Beaker). Згодом вийшло три продовження, а також чотири телевізійні екранізації серії.

## Життєпис

### Дитячі та юнацькі роки
Джаклін Ейткен народилася в місті Бат (Англія), в 1945 році. Її батько був державним службовцем, а мати продавчинею антикваріату. В дитинстві Джаклін подобалося читати книги письменниці Ноель Стрітфільд, а також такі американські класичні твори, як: «Маленькі жінки» та «Що робила Кеті». У віці дев'яти років вона написала свою першу книгу, яка мала 21 сторінку. У школі майбутня письменниця отримала прізвисько Джекі Дейдрім (Мрія). Пізніше вона використала це ім’я як заголовок своєї автобіографії.
Після закінчення школи у 16 років вона почала стажуватися на роботу секретарки, але потім подала заявку у журнал «Джекі».

### Кар’єра
Перед тим як присвятити себе дитячій літературі, Вілсон написала кілька кримінальних романів. Джаклін видала близько 40 успішних книжок до того, як у 1991 році опублікувала «Історію Трейсі Бікер», яка стала хітом. Оскільки в її дитячих романах часто порушуються теми усиновлення, розлучення та психічних захворювань, вони, як правило, викликають суперечки, проте їх люблять як діти, так і дорослі.

### Університет Рогамптона та благодійність
У червні 2013 року Вілсон стала професоркою університету Рогамптона. Вона викладає модулі в програмах магістратури дитячої літератури та творчого письма.

### Особисте життя
У підлітковому віці Джаклін Ейткен почала стосунки з друкарем на ім’я Міллар Вілсон. Вони одружилися в 1965 році, коли їй було 19 років. Через два роки у них народилася дочка Емма. Вони розлучилися у 2004 році.
У квітні 2020 року Вілсон зробила камінг-аут як гомосексуалка. Вона також розповіла, що останні 18 років живе з партнеркою на ім’я Тріш.

## Книги

### Автобіографії
- 2007 Jacky Daydream
- 2009 My Secret Diary
- 2014 Daydreams and Diaries

### Дитячі серії книг

#### Stevie Day
- 1987 Stevie Day: Lonelyhearts
- 1987 Stevie Day: Supersleuth
- 1988 Stevie Day: Rat Race
- 1988 Stevie Day: Vampire

#### Is There Anybody There?
- 1989 Is There Anybody There? Volume 1 — Spirit Raising
- 1990 Is There Anybody There? Volume 2 — Crystal Gazing

#### Werepuppy
- 1991 The Werepuppy
- 1995 The Werepuppy on Holiday

#### Трейсі Бікер
1. 1991 — Історія Трейсі Бікер (The Story of Tracy Beaker)
2. 2000 — Слабо (The Dare Game)
3. 2006 — У головній ролі — Трейсі Бікер (Starring Tracy Beaker)
  - 2009 — Анкета Трейсі Бікер і моя (The Tracy Beaker Quiz Book)
  - 2010 — Серденько Трейсі Бікер (Ask Tracy Beaker)
4. 2018 — Моя мама — Трейсі Бікер (My Mum Tracy Beaker)

#### Mark Spark
- 1992 Mark Spark
- 1993 Mark Spark in the Dark

#### Freddy's Teddy
- 1994 Freddy's Teddy
- 1994 Teddy in the Garden
- 1994 Teddy Goes Swimming
- 1994 Come Back Teddy

#### Connie
- 1994 Twin Trouble
- 1996 Connie and the Water Babies

#### Adventure Holiday
- 1999 Cliffhanger
- 1999 Buried Alive!
- 2001 Biscuit Barrel
  - Cliffhanger and Buried Alive!

#### Дівчата
- 1997 — Дівчата закохані (Girls in Love)
- 1998 — Дівчата зважуються (Girls under Pressure)
- 1999 — Дівчата запізнюються (Girls out Late)
- 2002 Girls in Tears

#### Hetty Feather
- 2009 Hetty Feather
- 2011 Sapphire Battersea
- 2012 Emerald Star
- 2013 Diamond

### Позасерійні твори
- 1969 Ricky's Birthday
- 1972 Hide and Seek
- 1973 Truth or Dare
- 1974 Snap
- 1976 Let's Pretend
- 1977 Making Hate
- 1982 Nobody's Perfect
- 1983 Waiting for the Sky to Fall
- 1984 The Killer Tadpole
- 1984 The Other Side
- 1984 The School Trip
- 1985 How to Survive Summer Camp
- 1986 Amber
- 1986 The Monster in the Cupboard
- 1987 The Power of the Shade
- 1988 This Girl
- 1989 Falling Apart
- 1989 The Left Outs
- 1989 The Party in the Lift
- 1990 Glubbslyme
- 1990 Take a Good Look
- 1991 The Dream Palace
- 1992 — Дитина-валіза (The Suitcase Kid)
- 1992 Video Rose
- 1993 The Mum Minder
- 1993 Deep Blue
- 1994 The Bed and Breakfast Star
- 1995 The Dinosaur's Packed Lunch
- 1995 Love from Katie
- 1995 My Brother Bernadette
- 1995 — Подвійна гра (Double Act)
- 1995 Jimmy Jelly
- 1995 Sophie's Secret Diary
- 1996 Bad Girls
- 1996 Beauty and the Beast
- 1996 Mr. Cool
- 1997 The Lottie Project
- 1997 The Monster Story-Teller
- 1998 Rapunzel
- 1999 — Розмальована мама (The Illustrated Mum)
- 1999 Monster Eyeballs
- 2000 — Ліззі Рот-на-замок (Lizzie Zipmouth)
- 2000 Vicky Angel
- 2001 The Cat Mummy
- 2001 Sleepovers
- 2001 Dustbin Baby
- 2002 Secrets
- 2002 The Worry Website
- 2002 The Jacqueline Wilson Quiz Book
- 2003 Lola Rose
- 2004 — Опівночі (Midnight)
- 2004 Best Friends
- 2004 The Diamond Girls
- 2005 The World Of Jacqueline Wilson
- 2005 Clean Break
- 2005 Love Lessons
- 2006 Candyfloss
- 2007 Kiss
- 2007 Totally Jacqueline Wilson
- 2008 My Sister Jodie
- 2008 Cookie
- 2010 Little Darlings
- 2010 The Longest Whale Song
- 2011 Lily Alone
- 2011 Green Glass Beads
- 2012 The Worst Thing About My Sister
- 2012 Big Day Out
- 2013 Queenie
- 2012 — Четверо дітей та ельф (Four Children and It)
- 2014 Paws and Whiskers
- 2014 Opal Plumstead

## Українські переклади
Українські переклади здійснив Володимир Чернишенко, усі книги вийшли у видавництві «Навчальна книга — Богдан».
1. Вілсон, Джаклін. Дитина-валіза. — Тернопіль: Навчальна книга — Богдан, 2010. — 152 с.
2. Вілсон, Джаклін. Історія Трейсі Бікер. — Тернопіль: Навчальна книга — Богдан, 2010. — 192 с.
3. Вілсон, Джаклін. Зірка з ліжка та сніданку. — Тернопіль: Навчальна книга — Богдан, 2011. — 224 с.
4. Вілсон, Джаклін. Опівночі. — Тернопіль: Навчальна книга — Богдан, 2011. — 256 с.
5. Вілсон, Джаклін. У головній ролі — Трейсі Бікер. — Тернопіль: Навчальна книга — Богдан, 2012. — 192 с.
6. Вілсон, Джаклін. Ліззі Рот-на-замок. — Тернопіль: Навчальна книга — Богдан, 2012. — 80 с.
7. Вілсон, Джаклін. Анкета Трейсі Бікер і моя. — Тернопіль: Навчальна книга — Богдан, 2012. — 192 с.
8. Вілсон, Джаклін. Дівчата закохані. — Тернопіль: Навчальна книга — Богдан, 2013. — 120 с.
9. Вілсон, Джаклін. Вечірка з ночівлею. — Тернопіль: Навчальна книга — Богдан, 2013. — 136 с.
10. Вілсон, Джаклін. Слабо. — Тернопіль: Навчальна книга — Богдан, 2014. — 232 с.
11. Вілсон, Джаклін. Дівчата зважуються. — Тернопіль: Навчальна книга — Богдан, 2014. — 240 с.
12. Вілсон, Джаклін. Серденько Трейсі Бікер. — Тернопіль: Навчальна книга — Богдан, 2015. — 104 с.
13. Вілсон, Джаклін. Четверо дітей та Ельф. — Тернопіль: Навчальна книга — Богдан, 2016. — 352 с.
14. Вілсон, Джаклін. Розмальована мама. — Тернопіль: Навчальна книга — Богдан, 2017. — 260 с.
15. Вілсон, Джаклін. Дівчата запізнюються. — Тернопіль: Навчальна книга — Богдан, 2018. — 176 с.
16. Вілсон, Джаклін. Подвійна гра. — Тернопіль: Навчальна книга — Богдан, 2018. — 176 с.
17. Вілсон, Джаклін. Моя мама — Трейсі Бікер. — Тернопіль: Навчальна книга — Богдан, 2018. — 432 с.

Історія Трейсі БікерІсторія Трейсі Бікер
Дитина-валізаДитина-валіза
Дівчата закоханіДівчата закохані
ОпівночіОпівночі
У головній ролі Трейсі Бікер У головній ролі Трейсі Бікер
Вечірка з ночівлеюВечірка з ночівлею
Зірка з ліжка та сніданкуЗірка з ліжка та сніданку
Ліззі Рот-на-замокЛіззі Рот-на-замок